# أندي بومان
أندي بومان (بالإنجليزية: Andy Bowman)‏ هو لاعب كرة قدم بريطاني في مركز نصف الجناح، ولد في 7 مارس 1934 في Pittenweem ‏ في المملكة المتحدة، وتوفي في 2 مارس 2009 في دندي في المملكة المتحدة. لعب مع تشيلسي وتونبريدج أنغلز ونادي ستنهاوسموير ونيوبورت كونتي وهارت أوف ميدلوثيان وهاميلتون أكاديميكال.